# Antonio Il Verso
Antonio Il Verso (Piazza Armerina, 1560 circa – Palermo, 23 agosto 1621) è stato un compositore e madrigalista italiano.

## Biografia
Iniziò gli studi musicali sotto la guida di Pietro Vinci. Verso la fine del XVI secolo viene dato presente a Venezia, allora centro musicale di rilevanza europea e sede della Scuola veneziana, dove affina i suoi studi madrigalistici e sulla musica polifonica. Rientrato in Sicilia si stabilì a Palermo dove insegnò musica presso il convento di San Domenico. 
Fu un esponente del manierismo.
Mise in musica i versi di importanti poeti come Torquato Tasso e Gabriello Chiabrera oltre che dei maggiori poeti dell'epoca.
Spesso utilizzò melodie di altri autori modificandole nello stile ma non snaturandone mai la loro integrità compositiva.